# João Pedro Pereira Silva
João Pedro Pereira Silva (* 21. Mai 1990 in Santo Tirso) ist ein portugiesischer Fußballspieler.

## Karriere

### Verein
In seiner Jugend spielte der talentierte Rechtsaußen für Desportivo Aves, ehe es ihn 2010 in die Jugendabteilung des englischen Topverein FC Everton zog. Diesen Transfer ließen sich die Engländer rund 700.000 Euro kosten. Nach mehreren Leihstationen im Ausland wechselte der Portugiese im Jahr 2012 fest zum bulgarischen Club Lewski Sofia. Nach einer weiteren Station beim italienischen Verein FC Bari wechselte Silva zu US Palermo. Nach weiteren Stationen wechselte er 2017 zu CD Feirense. Anschließend spielte er noch für Nantong Zhiyun und Zibo Cuju FC. 2021 unterschrieb er einen Vertrag bei Hebei FC (China).

### Nationalmannschaft
Für die Jugendauswahl seines Landes spielte Silva insgesamt 14-mal. 11 Spiele bestritt er im Dienst der U-21, drei für die U-20.